# Westgate-on-Sea
Westgate-on-Sea è un paese di 6 594 abitanti della contea del Kent, in Inghilterra. Si tratta di una nota stazione balneare, che gode della vicinanza geografica di Londra.